# Algo natural (canción)
"Algo natural" es una canción y así como el primer sencillo del octavo álbum de estudio del mismo nombre de la cantante y compositora mexicana Alejandra Guzmán lanzado a principios para el mes de junio del año 1999. La canción fue escrita por Jorge Villamizar (mejor conocido por ser el integrante de la banda Bacilos).

## Lista de canciones

### Sencillo - CD
| Algo natural — Single |                |          |  |
| N.º                   | Título         | Duración |  |
| 1.                    | «Algo natural» | 3:57     |  |

## Posicionamiento en listas
| Lista (1999)                | Posición |
| --------------------------- | -------- |
| Billboard Hot Latin Songs   | 12       |
| Billboard Latin Pop Airplay | 54       |